# Seminário Comunista Internacional
O Seminário Comunista Internacional (SCI) foi uma conferência comunista anual realizada em Bruxelas, Bélgica, em maio. Foi organizado pelo Partido dos Trabalhadores da Bélgica (PTB).
Em 1992, Ludo Martens — líder do PTB — deu início à conferência, que reuniu várias tendências de partidos e organizações marxista-leninistas. Ele é conhecido por ter proposto a unificação das quatro principais tendências do movimento marxista-leninista. São os grupos pró-soviéticos, pró-chineses, pró-albaneses e pró-cubanos. Participaram cerca de 200 organizações da África, América Latina, América do Norte, Ásia e Europa. Durante quatro anos, de 1992 a 1995, o SCI trabalhou na identificação "das verdadeiras causas da restauração capitalista na União Soviética" e na Europa Oriental e extraiu lições disso para o futuro.
O último seminário ocorreu em junho de 2014. Os partidos membros foram amplamente absorvidos pelo Encontro Internacional de Partidos Comunistas e Operários.

## Conferência anual
Temas das conferências SCI recentes:
- 2014: 100 anos após a Primeira Guerra Mundial - O mundo em 2014
- 2013: Os ataques aos direitos e liberdades democráticas na crise capitalista mundial
- 2011: O fortalecimento dos partidos comunistas em tempos de aprofundamento da crise sistêmica capitalista
- 2006: Experiências presentes e passadas no movimento comunista internacional: "O impacto da Internacional Comunista na fundação e no desenvolvimento dos partidos comunistas em determinados países", "O intercâmbio de experiências concretas do trabalho dos partidos na classe trabalhadora e entre os jovens
- 2005: Experiências e tarefas internacionalistas dos comunistas na luta contra o imperialismo
- 2004: A estratégia e as tácticas da luta contra a guerra imperialista global dos EUA
- 2003: O Partido Marxista-Leninista e a Frente anti-imperialista face à guerra
- 2002: Crises económicas e a possibilidade de uma grande crise mundial
- 2001: A revolução socialista mundial nas condições da globalização imperialista.
- 2000: Imperialismo, fascização e fascismo
- 1999: Imperialismo significa guerra
- 1998: A classe trabalhadora, o seu papel de liderança, novas formas de exploração e experiências de luta e organização
- 1997: O caminho da revolução de Outubro é o caminho para a libertação dos trabalhadores
- 1996: A luta anti-imperialista sob a Nova Ordem Mundial

## Partidos participantes
- Afeganistão, Partido do Povo do Afeganistão
- Argélia, Partido Argelino para a Democracia e o Socialismo
- Azerbaijão,  Partido Comunista do Azerbaijão
- Bielorrússia, Partido Comunista dos Trabalhadores da Bielorrússia
- Bélgica, Partido dos Trabalhadores da Bélgica.
- Benim, Partido Comunista do Benim
- Brasil, Partido Comunista do Brasil
- Brasil, Partido Pátria Livre
- Bulgária, Partido dos Comunistas Búlgaros
- China, Partido Comunista da China
- Colômbia, Partido Comunista Colombiano
- Cuba, Partido Comunista de Cuba
- Chipre, Partido Progressivo dos Trabalhadores
- Dinamarca, Partido Comunista da Dinamarca
- França, União dos Comunistas Revolucionários de França.
- França, Pólo de Renascimento Comunista em França
- Alemanha, Partido Comunista Alemão
- Grécia, Partido Comunista da Grécia
- Hungria, Partido dos Trabalhadores Húngaros
- Iran, Partido Tudeh do Irão
- Irlanda, Partido dos Trabalhadores da Irlanda.
- Laos, Partido Revolucionário Popular do Laos.
- Letónia, Partido Socialista da Letónia
- Líbano, Partido Comunista Libanês
- Lituânia, Frente Popular Socialista
- Luxemburgo, Partido Comunista do Luxemburgo.
- Malta, Partido Comunista de Malta
- México, Partido Socialista Popular do México
- Países Baixos, Novo Partido Comunista dos Países Baixos
- Norte da Coreia, Partido dos Trabalhadores da Coreia
- Palestina, Frente Popular para a Libertação da Palestina
- Palestina,  Partido Comunista Palestiniano
- Filipinas, Partido Komunista e Pilipinas-1930.
- Portugal, Partido Comunista Português
- Rússia, Partido Comunista da Federação Russa
- Rússia, Partido Comunista dos Trabalhadores da Rússia do Partido Comunista da União Soviética
- Rússia, Partido Comunista da União Soviética (2001)
- Sérvia, Novo Partido Comunista da Jugoslávia
- Sudão do Sul, Partido Comunista do Sul do Sudão
- Espanha, Partido Comunista de Espanha
- Espanha,  Partido dos Trabalhadores Comunistas Espanhóis
- Espanha, Partido Comunista dos Povos de Espanha
- Sri Lanka,  Frente de Libertação do Povo
- Suécia,  Partido Comunista
- Suíça, Partido Suíço do Trabalho
- Suíça, Partido Comunista do Sul da Suíça
- Suíça, Partido Comunista de Genebra - "Les Communistes"
- Taiwan,  Partido Trabalhista
- Tunísia,  Partido dos Patriotas Democráticos
- Turquia,  Partido Comunista da Turquia
- Turquia, Partido Trabalhista
- Ucrânia, União dos Comunistas da Ucrânia.
- Reino Unido, Partido Comunista da Grã-Bretanha (Marxista-Leninista)
- E.U.A., Organização Socialista da Estrada da Liberdade
- Venezuela, Partido Comunista da Venezuela
- Vietnam, Partido Comunista do Vietname[6][7]